# Cook Island (Südsandwichinseln)
Cook Island ist eine 20 km² große und unbewohnte Insel im Archipel der Südlichen Sandwichinseln im Südatlantik. Mit der Bellingshausen-Insel und der Morrell-Insel bildet sie die Gruppe der Südlichen Thuleinseln. Von der Morrell-Insel im Westen trennt sie die Douglas Strait, von der Bellingshausen-Insel im Osten der Maurice Channel. Sie ist die südlichste größere Insel, die nicht unter den Antarktisvertrag fällt. Sie ist ein wichtiges Brutgebiet für zahlreiche Seevögel.
Fabian Gottlieb von Bellingshausen benannte sie im Zuge der ersten russischen Antarktisexpedition (1819–1821). Namensgeber ist der britische Seefahrer James Cook, der sie 1775 auf seiner zweiten Südseereise (1772–1775) entdeckt hatte.